# 増殖事業
増殖事業（ぞうしょくじぎょう）とは、農林水産資源の増殖を目的として行う事業。
営利的な増殖事業と保護的なものがある。日本の農林水産省や水産庁、環境省は、農林水産業や環境に係るものについて、絶滅のおそれのある野生動植物の種の保存に関する法律 （平成四年法律第七十五号）第六条第二項第五号 に規定する保護増殖事業を行うこととなっている。

## 主な例
- デコイNo22
- 猟友会野生鳥獣の保護増殖事業
- ムニンツツジの保護増殖事業（農林水産省と環境省による）
- ツシマヤマネコ保護増殖事業（農林水産省と環境省による）
- オジロワシに関する保護増殖事業
- イタセンパラ保護増殖事業（環境庁・文部省・農水省・建設省）
- タヌキモ属県指定天然記念物 : 保護増殖事業（寄居町教育委員会）
- 成東・東金食虫植物群落保護増殖事業（植生回復事業）
- 豊平川鮭増殖事業希少野生動植物種に指定された種に対する保護増殖事業とき保護増殖事業
- イリオモテヤマネコ保護増殖事業
- モクズガニの稚ガニ放流増殖事業（各地）